# براندان بيل
براندان بيل (بالإنجليزية: Brendan Bell)‏ (11 مايو 1910 في المملكة المتحدة - ) هو لاعب كرة قدم بريطاني في مركز حراسة المرمى. لعب مع نادي رينجرز ونادي دمبرتون.

## وصلات خارجية
- براندان بيل على موقع قاعدة بيانات كرة القدم.إي يو (الإنجليزية)